# Rinosporidiose
Rinosporidiose é uma infecção crônica causada pelo Rhinosporidium seeberi, endêmica na América do Sul, África e Índia. Normalmente se manifestam como pólipos delicados dentro do nariz ou faringe (70% dos casos) ou nas pálpebras ou conjuntiva (15%) que se rompem e sangram facilmente. Afetam diversos mamíferos, inclusive humanos, e aves. Podem afetar outras mucosas, como boca, garganta, reto, vagina ou glande.

## Classificação
O Rhinosporidium seeberi era classificado como um fungo, por sua aparência ao microscópio, mas análises filogenéticas indicam que é um protista aquático parasitário. Outros estudos indicam é uma cianobactéria e manuais médicos siguem classificando-o como fungo por suas características diagnósticas.

## Causa
Pode ser transmitido por mergulhar em rios ou lagos de água doce tropicais ou por esporos no vento. Homens são 4 vezes mais afetados e é mais comum em menores de 40 anos, provavelmente pelo hábito de homens jovens mergulharem mais em rios e lagos de água doce.

## Sinais e sintomas
No nariz pode causar obstrução nasal unilateral, sangramento, coceira, coriza com espirros, gotejamento de secreções e tosse. Nos olhos causa lacrimejamento, vermelhidão, sensibilidade a luz e incomodo. Na pele podem formar papilomas e verrugas.

## Diagnóstico
No exame direto os pólipos são bem circunscritos, globulares com vários esporos dentro e uma grande variabilidade no tamanho. O diâmetro varia de 30 a 300 microns. R seeberi pode ser tingido com Giemsa, Gridley, PAS ou azul de toluidina. Numerosas infecções micóticas (Coccidioides immitis, Histoplasma capsulatum, Mucor, Aspergillus, Blastoschizomyces capitatus, Paracoccidioides brasiliensis, Cryptococcus neoformans) podem ser definitivamente diagnosticada ou fortemente suspeita na citologia.
Em algumas áreas endêmicas também podem diagnosticar com ELISA ou immunoblot.

## Tratamento
A excisão cirúrgica local é o tratamento mais usado, mas ocorre muita recorrência. Excisão ampla com eletrocoagulação da área lesionada diminui as recidivas. Tratamento medicamentoso com dapsona por um ano é menos invasivo e tem menos recorrência. Sem tratamento adequado podem voltar e persistir por décadas.